# Theódoros Pángalos (1878-1952)
Pour les articles homonymes, voir Théodôros et Theódoros Pángalos.
 (mai 2019).
Si vous disposez d'ouvrages ou d'articles de référence ou si vous connaissez des sites web de qualité traitant du thème abordé ici, merci de compléter l'article en donnant les références utiles à sa vérifiabilité et en les liant à la section « Notes et références ».
Theódoros Pángalos (en grec moderne : Θεόδωρος Πάγκαλος) est un général grec, né en 1878 et décédé en 1952. Il établit une dictature en 1925 et 1926.

## Biographie
Pángalos est né sur l'île de Salamine. Sa mère descend d'un combattant arvanite de la révolution grecque, Giannakis Meletis. Son père était issue d'une famille aristocratique de l'île Kea.
Pángalos sort major de sa classe 1900 de l'Académie militaire grecque et poursuit ses études à Paris. En 1916, il soutient le parti de Elefthérios Venizélos en lutte contre le roi Constantin ce qui lui vaut d'être nommé directeur au ministère de la Guerre. Il participe à la campagne d'Asie mineure, mais est rétrogradé par Constantin lors de son retour au pouvoir en 1920.
En 1922, un coup d'État dirigé par Nikolaos Plastiras renverse le roi Constantin Ier. Pangalos qui a soutenu le mouvement est nommé ministre de la Guerre. Il instaure un tribunal militaire pour juger les membres du gouvernement royaliste. Le procès dit des Six aboutit à six exécutions. Il réorganise avec succès l'armée grecque de Macédoine et de Thrace car la guerre n'est pas terminée et il est à craindre une attaque turque dans ces secteurs. Ces précautions amenèrent les Turcs à réduire leurs prétentions et à signer le traité de Lausanne. Pangalos, fervent nationaliste se prononce contre le traité et démissionne gagnant ainsi une grande popularité alors que le gouvernement grec aborde une période d'instabilité.

### Au pouvoir
Le 24 juin 1925, Pángalos renverse le gouvernement dans un coup d'Etat. Il abolit la jeune république et commence à poursuivre toute personne qui pourrait remettre en cause son autorité, y compris son ancien chef, Plastiras. La liberté de la presse est supprimée, et un certain nombre de lois répressives sont adoptées (y compris le droit de dicter la longueur des jupes des femmes : pas plus de 30 cm au-dessus du sol). Pángalos s'autoproclame dictateur le 3 janvier 1926 et se fait élire président en avril 1926. Son incapacité politique et diplomatique devient vite évidente. Il concède trop de droits aux Yougoslaves pour commercer à Thessalonique et crée surtout inutilement des tensions dans les relations internationales lors de l'incident de Pétritch.
La crise économique, les arrestations arbitraires d'opposants politiques et la censure de la presse amènent l'armée, avec à sa tête le général Geórgios Kondýlis, à renverser sa dictature le 24 août 1926. Pángalos est arrêté ainsi que tous les membres de son gouvernement. Il est traduit devant un tribunal militaire et passe deux ans en prison. Il est par la suite relâché grâce à l'intervention d'Elefthérios Venizélos.

### Relation avec l'Albanie
Pángalos était fier de son héritage arvanite. L'établissement de bonnes relations avec l'Albanie est concrétisée par quatre accords entre les deux gouvernements, entre autres celui portant sur la confiscation des biens Cham albanais.

### Après règne
En 1930, Pángalos fait deux ans de prison pour une affaire privée. Il bénéficie d'une série d’amnisties décidées par Venizélos. Il n'a jamais retrouvé le soutien populaire et ne joue plus aucun rôle dans la politique grecque.
Pendant l'occupation allemande à partir de 1941, Pángalos et d'autres dirigeants vénizélistes apportent leur soutien au gouvernement collaborationniste. Il aurait joué un rôle important dans la création des Bataillons de Sécurité, dont il entendait se servir à la fois contre le Front de libération nationale dominé par les communistes et contre le gouvernement royal de l'exil, empêchant la restauration du roi Georges II. À la fin de la guerre, il est accusé de collaboration, mais est disculpé de toutes les accusations en septembre 1945. Il tente vainement de se faire élire au parlement en 1950 et meurt à Kephissia deux ans plus tard.
Son petit-fils, également nommé Theodoros Pangalos, fut vice-premier ministre de la Grèce. Il était membre du parti socialiste PASOK.